# Арсенал де Саранди
Арсенал Футбол Клуб, по-известен като Арсенал де Саранди (на испански: Arsenal Fútbol Club, Arsenal de Sarandí) е аржентински футболен отбор от Саранди.

## История
Клубът е основан на 11 януари 1957 г. от братята Ектор и Хулио Умберто Грондона. Името идва от английския Арсенал. Цветовете на отбора - червено и светлосиньо, са заимствани от двата големи отбора от съседния град Авелянеда - Индепендиенте и Расинг Клуб. През 70-те години на 20 век Хулио Умберто става президент на Индепендиенте, а през 1979 г. - президент на Аржентинската футболна асоциация, като на този пост е и до днес. Освен това е и вицепрезидент на ФИФА. Ектор Грондона, и слред него синът Хулио Рикардо заемат длъжността президент на Арсенал.
Арсенал проправя пътя си към по-високи дивизии и през 1962, 1964, 1986 и 1992 печели промоции, а през 2002 г. най-накрая достига до Примера дивисион. Въпреки че все още няма спечелена титла от шампионата, Арсенал печели Копа Судамерикана през 2007 г.

## Успехи
- Примера дивисион
  - Трето място (1): 2010 А
- Примера Б Насионал
  - Вицешампион (1): 2002
- Примера Б Метрополитана
  - Вицешампион (1): 1992
- Примера Ц
  - Вицешампион (1): 1964
- Примера Д
  - Вицешампион (1): 1962
- Копа Судамерикана
  - Носител (1): 2007
- Суруга Банк Чемпиъншип
  - Носител (1): 2008

## Рекорди
- Най-много мачове: Дарио Еспинола (422)
- Най-много голове: Ектор Грондона (168)
- Най-много мачове в Примера дивисион: Карлос Кастельоне (121)
- Най-много голове в Примера дивисион: Лусиано Легуисамон (30)
- Най-голяма победа
  - в Примера дивисион: 6:2 срещу Ланус (2008)
  - в Примера Б Насионал: 7:0 срещу Вила Далмине (1992)
  - в Примера Б Метрополитана: 6:0 срещу Дефенсорес де Белграно (1970) и Талерес де Ремедиос де Ескалада (1981)
  - в Примера Ц: 5:0 срещу Ел Порвенир (1963) и Архентино де Мерло (1986)
  - в Примера Д: 9:0 срещу Дефенсорес де Кориентес (1962)
  - в международен мач: 4:0 срещу Мотагуа (Хондурас) (2008)
- Най-голяма загуба
  - в Примера дивисион: 0:5 срещу Ривър Плейт (2004) и Росарио Сентрал (2009)
  - в Примера Б Насионал: 0:7 срещу Сан Мартин де Тукуман (1994)
  - в Примера Б Метрополитана: 0:6 срещу Платенсе (1973)
  - в Примера Ц: 0:5 срещу Акасусо (1957)
  - в Примера Д: 1:4 срещу Вила Далмине (1961)
  - в международен мач: 0:6 срещу Флуминенсе (Бразилия) (2008)

## Известни играчи
- Анибал Мателан
- Антонио Валентин Анхелило
- Вилфредо Кабалеро
- Гастон Есмерадо
- Дарио Еспинола
- Ектор Грондона
- Жан-Жак Пиер
- Ибрахим Секагя
- Карлос Кастельоне
- Карлос Руис
- Лусиано Легуисамон
- Нестор Клаусен
- Херман Денис
- Хорхе Буручага